# Das verlorene Land
Das verlorene Land (frz. Originaltitel: Complainte des Landes perdues) ist eine frankobelgische Comic-Serie in bislang vier Zyklen des Autors Jean Dufaux mit den Zeichnern Grzegorz Rosiński (1. Zyklus; Bände 1 bis 4), Philippe Delaby (2. Zyklus; Bände 5 bis 8, wobei Band 8 von Jérémy [Petiqueux] beendet wurde), Béatrice Tillier (3. Zyklus) und Paul Teng (4. Zyklus). Da die beiden letzteren Zyklen teilweise parallel erschienen, herrschte bezüglich der fortlaufenden Nummerierung der Einzelbände zunächst eine gewisse Unsicherheit, bis festgelegt wurde, dass der 3. Zyklus die Bände 9–12 umfassen wird und der 4. die Bände 13 und folgende. Ohnehin bezieht sich die Nummerierung der Alben seit der Zweitauflage von Band 5 nicht mehr auf die Gesamtreihe, sondern auf den jeweiligen Zyklus.
Auch entspricht die Erscheinungsweise nicht der Chronologie des Inhalts. Ausgehend vom ersten Zyklus, von 1993 bis 1998 bei Dargaud erstveröffentlicht und im Nachhinein „Sioban“ genannt, erschien der zweite Zyklus (Les Chevaliers du Pardon, dt. „Die Ritter des verlorenen Landes“) ebenda von 2004 bis 2014, erzählt aber von Ereignissen, die sich vor dem ersten Zyklus abspielten. Der dritte Zyklus (Les Sorcières, dt. „Die Hexen des verlorenen Landes“) geht ab 2015 noch weiter zurück und ist den Ursprüngen der Hexen wie der Insel gewidmet. Der vierte Zyklus (Les Sudenne, dt. „Die Sudennen“) knüpft hingegen seit 2021 wieder an den ersten Zyklus an und berichtet vom weiteren Schicksal Siobans, Thronerbin aus dem Geschlecht der Sudennen.

## Inhalt
Erster Zyklus: SiobanSioban ist die Tochter von Wulff, auch Weißer Wolf genannt, dem König aus dem Haus der Sudennen auf der Insel Eruin Dulea. Die junge Prinzessin verlor ihren Vater während der Schlacht von Nyr Lynch, in der dieser vom Magier Bedlam getötet wurde. Sie hasst seitdem Bedlam und ihren Onkel, Lord Blackmore. Lord Blackmore ist ihr zum Schutz verpflichtet, nachdem er Lady O’Mara, die Witwe seines Bruders und Mutter von Sioban, heiratete.
Zweiter Zyklus: Die Ritter des verlorenen LandesDie Geschichte spielt vor dem ersten Zyklus. Sie handelt von Seamus, der erst Novize ist. Er dient Sill Valt, einem prominenten Mitglied des Ordens der Ritter der Vergebung. Ihr Auftrag lautet, die Dämonen der Insel und vor allem die Morrigans (Hexen der ersten Generation, die extrem gefährlich und mächtig sind) zu beseitigen, um das Vertrauen und die Hoffnung der Menschen des Landes wiederherzustellen.
Dritter Zyklus: Die Hexen des verlorenen LandesDer dritte Zyklus führt zu den Ursprüngen der Insel und der Hexen und spielt somit vor allen anderen Zyklen.
Vierter Zyklus: Das verlorene Land – Die SudennenSioban begibt sich nach den Ereignissen aus dem ersten Zyklus in Begleitung ihres Mentors Seamus zu ihrem Onkel, Lord Heron, wo sie vor allem auf ihre Cousine Aylissa stößt, die sich Sioban gegenüber vordergründig sehr freundlich gibt, ihr insgeheim aber deren Position streitig machen will, mit allen Mitteln.

## Orden und Spezies
Ritter der VergebungSie haben das Gelübde der Enthaltsamkeit abgelegt, und ihr Ziel ist es, Dämonen und andere alte und gefährliche übernatürliche Wesen des Landes zu bekämpfen. Die gefangene Hexe Mornoir hilft ihnen, Informationen über andere Morrigans zu bekommen und die Zukunft einzelner Ritter der Vergebung zu enthüllen.
Die MorrigansHexen reinen Blutes, die Menschen töten und fressen. Sie sind sehr mächtig und fürchten die Ritter der Vergebung nicht. Wenn sie sich noch nicht offenbart haben, können sie durch eine geweihte Hostie auf der Zunge sterben. Nach der Offenbarung können sie nur durch einen Dolch im linken Auge, in dem ihr Kraftzentrum liegt, getötet werden.
Die OukisKleine Tiere, die Lemuren ähneln. Sioban hat eines.

## Figuren
- Seamus : die einzige Person, die sowohl im ersten als auch im zweiten und vierten Zyklus vorkommt. Er ist ein Ritter der Vergebung und Siobans Mentor.

Erster Zyklus
- Sioban : junge Heldin und Thronerbin aus dem Herrscherhaus der Sudennen
- Lady O’Mara : Mutter von Sioban. Nach dem Tod ihres Mannes heiratete sie Lord Blackmore
- Wulff, genannt „der weiße Wolf“ : verstorbener Mann von Lady O’Mara und Vater von Sioban
- Magier Bedlam : Herrscher über Eruin Dulea, ein Verbündeter von Lord Blackmore
- Lord Blackmore : Bruder von Wulff und neuer Lord der Sudennen
- Dame Gerda : eine Frau des Hofstaates der Sudennen
- Droop : Kommandeur der Schlosswache und Siobans Fechtmeister
- Meister Lam : Koch des Schlosses
- Dame Gerfaut : eine Vasallin der Sudennen
- Prinz Gerfaut : Sohn von Dame Gerfaut und von ihr als Siobans Gemahl ausersehen
- Kyle von Klanach : ein verbannter Adeliger

Zweiter Zyklus
- Sill Valt : ein Meister des Ordens der Ritter der Vergebung
- Eirell : Novize von Sill Valt
- Mornoir : Morrigan, die von den Rittern der Vergebung gefangen gehalten wird
- Arawann : Großmeister der Ritter der Vergebung
- Eryk von Dylfel : Lord von Glen Sarrick
- Diana von Hartwick : Schwiegertochter von Lord Dylfel
- Alba : Zofe von Lady Hartwick
- Luchorpain : alte Frau, Hüterin der Reliquien
- Saavarda : Mater Obscura auf der Insel Scarfa, Tochter von Zaragan, der ersten Morrigan, und Oberhaupt der Hexen
- Fee Sanctus : Eine Morrigan, die aus unerklärlichen Gründen auf die Seite des Lichts wechselte und nun von ihren ehemaligen Gefährtinnen gefürchtet und gejagt wird
- Guinea Lord : Unerbittlicher und unbesiegbarer Vollstrecker der Morrigans, auf der Suche nach der Fee Sanctus
- Lady mit dem Hermelin : Mutter des Guinea Lords, Sill Valts Nemesis
- Brigga : Morrigan, wird Großmutter des Magiers Bedlam werden
- Laetitia : junge Sudenne, wird einmal Siobans Großmutter sein

Dritter Zyklus
- Brendam : Markkönig
- Jananiel : Ehefrau von Brendam, Markkönigin
- Elgar : Sohn von Brendam und Jananiel, Markprinz und Thronanwärter
- Tobias : Baron von Agurien
- Vivien : Sohn des Barons von Agurien
- Gus : Diener von Vivien
- Ceylan : Herrscherin von Schwarzkopf, Mutter von Oriane und Hexe
- Oriane : Tochter von Ceylan, Hexe

## Veröffentlichungen
| Titel           | Datum | ISBN               | franz.Titel     | Datum | ISBN                |
| --------------- | ----- | ------------------ | --------------- | ----- | ------------------- |
| Sioban          | 1994  | ISBN 3-7704-1400-4 | Sioban          | 1993  | ISBN 3-7704-1400-4. |
| Blackmore       | 1995  | ISBN 3-7704-1401-2 | Blackmore       | 1994  | ISBN 2-505-00540-0. |
| Dame Gerfaut    | 1998  | ISBN 3-7704-1402-0 | Dame Gerfaut    | 1996  | ISBN 2-505-00128-6. |
| Kyle of Klanach | 2000  | ISBN 3-7704-1403-9 | Kyle of Klanach | 1998  | ISBN 2-505-00542-7. |

Auch als Gesamtausgabe in einem Band erschienen (Das verlorene Land; 2014, ISBN 978-3-86869-723-0).
| Titel           | Datum | ISBN                   | franz.Titel    | Datum | ISBN                    |
| --------------- | ----- | ---------------------- | -------------- | ----- | ----------------------- |
| Morrigan        | 2010  | ISBN 978-3-86869-090-3 | Moriganes      | 2004  | ISBN 2-505-01623-2.     |
| Der Guinea Lord | 2010  | ISBN 978-3-86869-091-0 | Le Guinea Lord | 2008  | ISBN 978-2-505-00464-6. |
| Die Fee Sanctus | 2012  | ISBN 978-3-86869-092-7 | La Fée Sanctus | 2012  | ISBN 978-2-505-01387-7. |
| Sill Valt       | 2015  | ISBN 978-3-86869-093-4 | Sill Valt      | 2014  | ISBN 978-2-505-01979-4. |

| Titel          | Datum | ISBN                   | franz.Titel    | Datum | ISBN                   |
| -------------- | ----- | ---------------------- | -------------- | ----- | ---------------------- |
| Schwarzkopf    | 2016  | ISBN 978-3-95839-389-9 | Tête noire     | 2015  | ISBN 978-2-505-06350-6 |
| Inferno        | 2019  | ISBN 978-3-95839-390-5 | Inferno        | 2019  | ISBN 978-2-505-06399-5 |
| Regina Obscura | 2024  | ISBN 978-3-95839-391-2 | Regina Obscura | 2023  | ISBN 978-2-505-07819-7 |

| Titel        | Datum      | ISBN                   | franz.Titel     | Datum | ISBN                   |
| ------------ | ---------- | ---------------------- | --------------- | ----- | ---------------------- |
| Lord Heron   | 2024       | ISBN 978-3-98721-492-9 | Lord Heron      | 2021  | ISBN 978-2-505-08268-2 |
| Aylissa      | 2025       | ISBN 978-3-98721-493-6 | Aylissa         | 2022  | ISBN 978-2-505-11154-2 |
| Seamus’ Wahn | 2025       | ISBN 978-3-98721-494-3 | La Folie Seamus | 2023  | ISBN 978-2-505-11360-7 |
| Lady O’Mara  | Sept. 2025 | ISBN 978-3-98721-495-0 | Lady O’Mara     | 2024  | ISBN 978-2-505-12273-9 |